# 阿恰巴尔
阿恰巴尔（Achabal），是印度查谟-克什米尔邦Anantnag县的一个城镇。总人口5835（2001年）。

## 人口
该地2001年总人口5835人，其中男性3097人，女性2738人；0—6岁人口688人，其中男366人，女322人；识字率55.66%，其中男性为67.90%，女性为41.82%。